# Рославльский район
Ро́славльский район — административно-территориальная единица (район) и муниципальное образование (муниципальный район) в юго-восточной части Смоленской области России.
Административный центр — город Рославль.

## География
Территориально район граничит: на севере с Ельнинским, на северо-западе с Починковским, на западе с Шумячским, на юго-западе и юге с Ершичским районами Смоленской области, на северо-востоке район граничит с Калужской областью, а на юго-востоке — с Брянской областью.
Площадь — 3031,75 км². На территории района (не входя в его состав) находится город областного подчинения Десногорск, образующий вместе с деревней Сосновка свой отдельный городской округ.
Район расположен на Смоленско-Московской возвышенности. Почвы в районе дерновые, слабо- и среднеподзолистые, глеевые и болотные. Леса занимают 39 % территории.
Реки района: Остёр, Становка (приток Остра), Глазомойка, Десна.

## История
Рославльский уезд впервые создан в 1708 году. В 1713 в связи с расформированием Смоленской губернии упразднён. В 1726 восстановлен. В существующем виде образован в 1929 году на территории бывшего Рославльского уезда Смоленской губернии. 25 марта 1961 года к Рославльскому району был присоединён Екимовичский район.

## Население
| 1939    | 1959    | 1970    | 1979    | 1989    | 2002    | 2009    | 2010    | 2011    |
| ------- | ------- | ------- | ------- | ------- | ------- | ------- | ------- | ------- |
| 95 077  | ↘29 924 | ↗40 108 | ↗43 906 | ↗61 000 | ↗81 307 | ↘75 200 | ↗76 768 | ↘75 841 |
| 2012    | 2013    | 2014    | 2015    | 2016    | 2017    | 2018    | 2019    | 2020    |
| ↘74 709 | ↘73 651 | ↘72 636 | ↘71 990 | ↘71 427 | ↘70 511 | ↘69 228 | ↘67 874 | ↘67 085 |
| 2021    | 2024    |         |         |         |         |         |         |         |
| ↘62 573 | ↘59 934 |         |         |         |         |         |         |         |

### Урбанизация
Городское население (город Рославль) составляет 72,73 % от всего населения района.

### Национальный состав
По итогам переписи населения 2020 года проживали следующие национальности (национальности менее 0,1 % и другое, см. в сноске к строке «Другие»):
| Национальность | Численность, чел. | Доля     |
| -------------- | ----------------- | -------- |
| Русские        | 58 149            | 92,93 %  |
| Цыгане         | 576               | 0,92 %   |
| Белорусы       | 461               | 0,74 %   |
| Азербайджанцы  | 304               | 0,49 %   |
| Украинцы       | 277               | 0,44 %   |
| Армяне         | 108               | 0,17 %   |
| Таджики        | 73                | 0,12 %   |
| Другие         | 2625              | 4,19 %   |
| Итого          | 62 573            | 100,00 % |

## Муниципально-территориальное устройство
В муниципальный район входят 10 муниципальных образований, в том числе 1 городское поселение и 9 сельских поселений
| №  | Муниципальное образование         | Административный центр | Количество населённых пунктов | Население (чел.) | Площадь (км²) |
| -- | --------------------------------- | ---------------------- | ----------------------------- | ---------------- | ------------- |
| 1  | Рославльское городское поселение  | город Рославль         | 1                             | ↘43 592          | 42,53         |
| 2  | Астапковичское сельское поселение | деревня Астапковичи    | 33                            | ↘1891            | 318,16        |
| 3  | Екимовичское сельское поселение   | село Екимовичи         | 35                            | ↗2690            | 292,53        |
| 4  | Кирилловское сельское поселение   | деревня Малые Кириллы  | 17                            | ↘2413            | 131,90        |
| 5  | Липовское сельское поселение      | деревня Липовка        | 28                            | ↘1134            | 186,35        |
| 6  | Любовское сельское поселение      | деревня Коски          | 30                            | ↘1253            | 363,80        |
| 7  | Остёрское сельское поселение      | село Остёр             | 20                            | ↘3808            | 213,53        |
| 8  | Перенское сельское поселение      | деревня Перенка        | 25                            | ↘1143            | 174,57        |
| 9  | Пригорьевское сельское поселение  | деревня Пригоры        | 49                            | ↘1457            | 386,23        |
| 10 | Сырокоренское сельское поселение  | деревня Новосёлки      | 67                            | ↗1368            | 107,62        |

Город Десногорск образует отдельный городской округ и в состав района не входит.
Первоначально Законом Смоленской области от 28 декабря 2004 года в составе муниципального района были образованы 22 муниципальных образования, в том числе 1 городское и 21 сельское поселение. Законом Смоленской области от 20 декабря 2018 года, к 1 января 2019 года были упразднены 12 сельских поселений: Богдановское и Ивановское (включены в Екимовичское сельское поселение), Лесниковское и Хорошовское (включены в Астапковичское сельское поселение), Рославльское (включено в Остёрское сельское поселение), Волковичское (включено в Перенское сельское поселение), Грязенятское (включено в Липовское сельское поселение), Жарынское и Епишевское (включены в Пригорьевское сельское поселение), Костыревское (включено в Любовское сельское поселение), Крапивенское и Савеевское (включены в Сырокоренское сельское поселение).
| Муниципальное образование 2006—2018 гг. | Население (тыс. чел.) | Площадь (км²) | Административный центр |
| --------------------------------------- | --------------------- | ------------- | ---------------------- |
| Рославльское городское поселение        | 55.894                | 41.5          | город Рославль         |
| Астапковичское сельское поселение       | 1.168                 | 140.75        | деревня Астапковичи    |
| Богдановское сельское поселение         | 0.451                 | 66.44         | село Богданово         |
| Волковичское сельское поселение         | 0.466                 | 30.61         | деревня Волковичи      |
| Грязенятское сельское поселение         | 0.65                  | 118           | деревня Грязенять      |
| Екимовичское сельское поселение         | 2.087                 | 70            | село Екимовичи         |
| Епишевское сельское поселение           | 0.465                 | 62            | деревня Епишево-2      |
| Жарынское сельское поселение            | 1.055                 | 118.9         | деревня Жарынь         |
| Ивановское сельское поселение           | 0.609                 | 80.83         | деревня Ивановское     |
| Кирилловское сельское поселение         | 2.778                 | 131.9         | деревня Малые Кириллы  |
| Костырёвское сельское поселение         | 0.522                 | 234           | деревня Костыри        |
| Крапивенское сельское поселение         | 0.942                 | 101.27        | деревня Крапивна       |
| Лесниковское сельское поселение         | 0.855                 | 54.52         | деревня Лесники        |
| Липовское сельское поселение            | 1.046                 | 68.35         | деревня Липовка        |
| Любовское сельское поселение            | 1.34                  | 129.8         | деревня Коски          |
| Остёрское сельское поселение            | 3.811                 | 4.8           | село Остёр             |
| Перенское сельское поселение            | 1.18                  | 60.13         | деревня Перенка        |
| Пригорьевское сельское поселение        | 1.970                 | 353.9         | деревня Пригоры        |
| Рославльское сельское поселение         | 0.947                 | 95.3          | деревня Крапивенский-1 |
| Савеевское сельское поселение           | 0.577                 | 80.23         | деревня Савеево        |
| Сырокоренское сельское поселение        | 0.627                 | 80.23         | деревня Новосёлки      |
| Хорошовское сельское поселение          | 0.721                 | 122.89        | деревня Хорошово       |

## Населённые пункты
В Рославльский район входят 305 населённых пунктов, в том числе город и 304 сельских населённых пункта.
| №   | Населённый пункт          | Тип     | Население | Муниципальное образование         |
| --- | ------------------------- | ------- | --------- | --------------------------------- |
| 1   | Рославль                  | город   | ↘43 592   | Рославльское городское поселение  |
| 2   | Александровка-2           | деревня | 3         | Екимовичское сельское поселение   |
| 3   | Алымовка                  | деревня | 20        | Екимовичское сельское поселение   |
| 4   | Амшарово                  | деревня | 4         | Сырокоренское сельское поселение  |
| 5   | Андреевка                 | деревня | 17        | Остёрское сельское поселение      |
| 6   | Андреевка                 | деревня | 17        | Пригорьевское сельское поселение  |
| 7   | Аселье                    | деревня | 11        | Пригорьевское сельское поселение  |
| 8   | Аселье                    | станция | 5         | Пригорьевское сельское поселение  |
| 9   | Астапковичи               | деревня | 597       | Астапковичское сельское поселение |
| 10  | Атроховка                 | деревня | 3         | Астапковичское сельское поселение |
| 11  | Афанасовка                | деревня | 0         | Любовское сельское поселение      |
| 12  | Бабичи                    | деревня | 7         | Перенское сельское поселение      |
| 13  | Бараново                  | деревня | 0         | Липовское сельское поселение      |
| 14  | Барсуки                   | деревня | 115       | Любовское сельское поселение      |
| 15  | Бахаревка                 | деревня | 5         | Астапковичское сельское поселение |
| 16  | Белки                     | деревня | 17        | Кирилловское сельское поселение   |
| 17  | Белое                     | деревня | 0         | Пригорьевское сельское поселение  |
| 18  | Бехово                    | деревня | 40        | Пригорьевское сельское поселение  |
| 19  | Бобоедово                 | деревня | 2         | Пригорьевское сельское поселение  |
| 20  | Богданово                 | деревня | 25        | Екимовичское сельское поселение   |
| 21  | Богданово                 | село    | 392       | Екимовичское сельское поселение   |
| 22  | Бодровка                  | деревня | 54        | Перенское сельское поселение      |
| 23  | Большие Азобичи           | деревня | 26        | Перенское сельское поселение      |
| 24  | Большие Кириллы           | деревня | 183       | Кирилловское сельское поселение   |
| 25  | Большое Кошкино           | деревня |           | Липовское сельское поселение      |
| 26  | Боровка                   | деревня | 40        | Пригорьевское сельское поселение  |
| 27  | Боровцы                   | деревня | 5         | Екимовичское сельское поселение   |
| 28  | Бояркино                  | деревня | 16        | Липовское сельское поселение      |
| 29  | Буда                      | деревня | 33        | Екимовичское сельское поселение   |
| 30  | Будище                    | деревня | 22        | Липовское сельское поселение      |
| 31  | Будка                     | деревня | 9         | Любовское сельское поселение      |
| 32  | Буйково                   | деревня | 0         | Сырокоренское сельское поселение  |
| 33  | Бутырки                   | деревня | 4         | Сырокоренское сельское поселение  |
| 34  | Бывальское                | деревня | 126       | Астапковичское сельское поселение |
| 35  | Быковка                   | деревня | 3         | Остёрское сельское поселение      |
| 36  | Васильевка                | деревня | 0         | Любовское сельское поселение      |
| 37  | Васильевка                | деревня | 179       | Остёрское сельское поселение      |
| 38  | Васьково                  | деревня | 42        | Остёрское сельское поселение      |
| 39  | Ведерники                 | деревня | 14        | Сырокоренское сельское поселение  |
| 40  | Верхние Караковичи        | деревня | 0         | Екимовичское сельское поселение   |
| 41  | Водневка                  | деревня | 4         | Екимовичское сельское поселение   |
| 42  | Волковичи                 | деревня | 267       | Перенское сельское поселение      |
| 43  | Волковка                  | деревня | 8         | Сырокоренское сельское поселение  |
| 44  | Волконщина                | деревня | 163       | Пригорьевское сельское поселение  |
| 45  | Воловка                   | деревня | 9         | Екимовичское сельское поселение   |
| 46  | Воробьёвка                | деревня | 1         | Сырокоренское сельское поселение  |
| 47  | Воронцово                 | деревня | 10        | Сырокоренское сельское поселение  |
| 48  | Вороны                    | деревня | 0         | Перенское сельское поселение      |
| 49  | Высоково                  | деревня | 1         | Липовское сельское поселение      |
| 50  | Вязовка                   | деревня | 13        | Липовское сельское поселение      |
| 51  | Вяхори                    | деревня | 42        | Липовское сельское поселение      |
| 52  | Гавриловка                | деревня | 4         | Сырокоренское сельское поселение  |
| 53  | Галеевка-1                | деревня | 225       | Липовское сельское поселение      |
| 54  | Галеевка-2                | деревня | 0         | Липовское сельское поселение      |
| 55  | Гарнево                   | деревня | 33        | Астапковичское сельское поселение |
| 56  | Генино                    | деревня | 11        | Екимовичское сельское поселение   |
| 57  | Глинки                    | деревня | 22        | Остёрское сельское поселение      |
| 58  | Глотовка                  | деревня | 10        | Астапковичское сельское поселение |
| 59  | Горбачи                   | деревня | 3         | Сырокоренское сельское поселение  |
| 60  | Гореново                  | деревня | 37        | Липовское сельское поселение      |
| 61  | Горлово                   | деревня | 251       | Липовское сельское поселение      |
| 62  | Городецкое                | деревня | 18        | Сырокоренское сельское поселение  |
| 63  | Городчанка                | деревня | 6         | Екимовичское сельское поселение   |
| 64  | Горохово                  | деревня | 2         | Липовское сельское поселение      |
| 65  | Григорьевка               | деревня | 10        | Любовское сельское поселение      |
| 66  | Громашово                 | деревня | 36        | Пригорьевское сельское поселение  |
| 67  | Грязенять                 | деревня | 89        | Липовское сельское поселение      |
| 68  | Гуряты                    | деревня | 15        | Сырокоренское сельское поселение  |
| 69  | Даниловичи                | деревня | 15        | Сырокоренское сельское поселение  |
| 70  | Дебря                     | деревня | 19        | Липовское сельское поселение      |
| 71  | Демьянково                | деревня | 0         | Пригорьевское сельское поселение  |
| 72  | Денисовка                 | деревня | 19        | Сырокоренское сельское поселение  |
| 73  | Дмитровка                 | деревня | 11        | Сырокоренское сельское поселение  |
| 74  | Добрый                    | деревня | 3         | Екимовичское сельское поселение   |
| 75  | Доротовка                 | деревня | 212       | Остёрское сельское поселение      |
| 76  | Дровенево                 | деревня | 3         | Сырокоренское сельское поселение  |
| 77  | Дубровка                  | деревня | 0         | Екимовичское сельское поселение   |
| 78  | Дуровщина                 | деревня | 14        | Астапковичское сельское поселение |
| 79  | Екимовичи                 | село    | 1506      | Екимовичское сельское поселение   |
| 80  | Епишево-1                 | деревня | 215       | Пригорьевское сельское поселение  |
| 81  | Епишево-2                 | деревня | 59        | Пригорьевское сельское поселение  |
| 82  | Ермолино                  | деревня | 8         | Остёрское сельское поселение      |
| 83  | Жабино                    | деревня | 38        | Астапковичское сельское поселение |
| 84  | Жарное                    | деревня | 1         | Сырокоренское сельское поселение  |
| 85  | Жарынь                    | деревня | 489       | Пригорьевское сельское поселение  |
| 86  | Жердево                   | деревня | 7         | Екимовичское сельское поселение   |
| 87  | Жилинки                   | деревня | 7         | Пригорьевское сельское поселение  |
| 88  | Журавовичи                | деревня | 7         | Пригорьевское сельское поселение  |
| 89  | Заболотье                 | деревня | 52        | Сырокоренское сельское поселение  |
| 90  | Забольшачье               | деревня | 0         | Пригорьевское сельское поселение  |
| 91  | Заветы Ильича             | деревня | 10        | Астапковичское сельское поселение |
| 92  | Зайцовка                  | деревня | 21        | Сырокоренское сельское поселение  |
| 93  | Заплосское                | деревня | 54        | Екимовичское сельское поселение   |
| 94  | Заречье                   | деревня | 0         | Пригорьевское сельское поселение  |
| 95  | Заречье                   | деревня | 33        | Пригорьевское сельское поселение  |
| 96  | Заря                      | деревня | 133       | Пригорьевское сельское поселение  |
| 97  | Зимницы                   | деревня | 23        | Сырокоренское сельское поселение  |
| 98  | Зорьки                    | деревня | 21        | Астапковичское сельское поселение |
| 99  | Ивановка                  | деревня | 1         | Сырокоренское сельское поселение  |
| 100 | Ивановское                | деревня | 171       | Астапковичское сельское поселение |
| 101 | Ивановское                | деревня | 306       | Екимовичское сельское поселение   |
| 102 | Ильняги                   | деревня | 3         | Екимовичское сельское поселение   |
| 103 | Истопки                   | деревня | 5         | Сырокоренское сельское поселение  |
| 104 | Казаново                  | деревня | 9         | Перенское сельское поселение      |
| 105 | Казарма 6 км              | станция | 0         | Перенское сельское поселение      |
| 106 | Каменка                   | деревня | 3         | Любовское сельское поселение      |
| 107 | Карпики                   | деревня | 28        | Перенское сельское поселение      |
| 108 | Кириллы-3                 | деревня | 39        | Кирилловское сельское поселение   |
| 109 | Кисловка                  | деревня | 30        | Астапковичское сельское поселение |
| 110 | Клин                      | деревня | 8         | Сырокоренское сельское поселение  |
| 111 | Князевка                  | деревня | 0         | Сырокоренское сельское поселение  |
| 112 | Козловка                  | деревня | 994       | Остёрское сельское поселение      |
| 113 | Козловка                  | деревня | 32        | Остёрское сельское поселение      |
| 114 | Козлово                   | деревня | 64        | Астапковичское сельское поселение |
| 115 | Колодези                  | деревня | 15        | Сырокоренское сельское поселение  |
| 116 | Колпеница                 | деревня | 37        | Астапковичское сельское поселение |
| 117 | Колпино                   | деревня | 31        | Екимовичское сельское поселение   |
| 118 | Коноховка                 | деревня | 0         | Кирилловское сельское поселение   |
| 119 | Коняты                    | деревня | 43        | Сырокоренское сельское поселение  |
| 120 | Корнеевка                 | деревня | 2         | Любовское сельское поселение      |
| 121 | Коростелки                | деревня | 4         | Пригорьевское сельское поселение  |
| 122 | Коски                     | деревня | 479       | Любовское сельское поселение      |
| 123 | Костыри                   | деревня | 173       | Любовское сельское поселение      |
| 124 | Костюшково                | деревня | 4         | Пригорьевское сельское поселение  |
| 125 | Котлино                   | деревня | 11        | Сырокоренское сельское поселение  |
| 126 | Котыревка                 | деревня | 3         | Сырокоренское сельское поселение  |
| 127 | Коханы                    | деревня | 113       | Сырокоренское сельское поселение  |
| 128 | Крапивенский-1            | деревня | 218       | Остёрское сельское поселение      |
| 129 | Крапивенский-2            | деревня | 163       | Остёрское сельское поселение      |
| 130 | Крапивна                  | деревня | 267       | Сырокоренское сельское поселение  |
| 131 | Красильники               | деревня | 25        | Перенское сельское поселение      |
| 132 | Красная Горка             | деревня | 1         | Астапковичское сельское поселение |
| 133 | Красная Горка             | деревня | 63        | Пригорьевское сельское поселение  |
| 134 | Красная Звезда            | деревня | 1         | Липовское сельское поселение      |
| 135 | Красники                  | деревня | 34        | Любовское сельское поселение      |
| 136 | Красный                   | посёлок | 71        | Любовское сельское поселение      |
| 137 | Кривая                    | деревня | 7         | Сырокоренское сельское поселение  |
| 138 | Крутец                    | деревня | 0         | Кирилловское сельское поселение   |
| 139 | Крутица                   | деревня | 2         | Пригорьевское сельское поселение  |
| 140 | Крутогорка                | деревня | 76        | Екимовичское сельское поселение   |
| 141 | Крутой Холм               | деревня | 5         | Сырокоренское сельское поселение  |
| 142 | Куковенька                | деревня | 1         | Пригорьевское сельское поселение  |
| 143 | Кургановского Лесничества | посёлок | 56        | Любовское сельское поселение      |
| 144 | Кухарево                  | деревня | 30        | Астапковичское сельское поселение |
| 145 | Ладыжено                  | деревня | 29        | Перенское сельское поселение      |
| 146 | Лахи                      | деревня | 120       | Пригорьевское сельское поселение  |
| 147 | Лесники                   | деревня | 315       | Астапковичское сельское поселение |
| 148 | Лесничества               | деревня | 42        | Сырокоренское сельское поселение  |
| 149 | Леспромхоза               | деревня | 38        | Сырокоренское сельское поселение  |
| 150 | Липовка                   | деревня | 0         | Любовское сельское поселение      |
| 151 | Липовка                   | деревня | 1         | Сырокоренское сельское поселение  |
| 152 | Липовка                   | деревня | 567       | Липовское сельское поселение      |
| 153 | Липовская                 | станция | 57        | Перенское сельское поселение      |
| 154 | Лихомостье                | деревня | 9         | Перенское сельское поселение      |
| 155 | Лозки                     | деревня | 0         | Липовское сельское поселение      |
| 156 | Лотовиново                | деревня | 2         | Перенское сельское поселение      |
| 157 | Луги                      | деревня | 7         | Любовское сельское поселение      |
| 158 | Льнозавода                | деревня | 134       | Екимовичское сельское поселение   |
| 159 | Льнозавода                | посёлок | 353       | Кирилловское сельское поселение   |
| 160 | Любестово                 | деревня | 3         | Пригорьевское сельское поселение  |
| 161 | Любовка                   | деревня | 0         | Кирилловское сельское поселение   |
| 162 | Любовские Дворцы          | деревня | 19        | Кирилловское сельское поселение   |
| 163 | Малаховка                 | деревня | 0         | Кирилловское сельское поселение   |
| 164 | Малое Кошкино             | деревня | 0         | Липовское сельское поселение      |
| 165 | Малые Азобичи             | деревня | 24        | Перенское сельское поселение      |
| 166 | Малые Кириллы             | деревня | 1820      | Кирилловское сельское поселение   |
| 167 | Малышовка                 | деревня | 34        | Сырокоренское сельское поселение  |
| 168 | Мамкино                   | деревня | 0         | Сырокоренское сельское поселение  |
| 169 | Марьевка                  | деревня | 18        | Сырокоренское сельское поселение  |
| 170 | Менчицы                   | деревня | 4         | Пригорьевское сельское поселение  |
| 171 | Михайловка                | деревня | 2         | Екимовичское сельское поселение   |
| 172 | Михайловка                | деревня | 16        | Любовское сельское поселение      |
| 173 | Михайловка                | деревня | 0         | Остёрское сельское поселение      |
| 174 | Михайловка-1              | деревня | 3         | Екимовичское сельское поселение   |
| 175 | Мозолево                  | деревня | 96        | Липовское сельское поселение      |
| 176 | Моргуновка                | деревня | 6         | Сырокоренское сельское поселение  |
| 177 | Морозово                  | деревня | 0         | Сырокоренское сельское поселение  |
| 178 | Мохи                      | деревня | 0         | Астапковичское сельское поселение |
| 179 | Мужиково                  | деревня | 6         | Сырокоренское сельское поселение  |
| 180 | Мурыгино                  | деревня | 0         | Пригорьевское сельское поселение  |
| 181 | Мятка                     | деревня | 1         | Сырокоренское сельское поселение  |
| 182 | Нижняя Кривотынь          | деревня | 4         | Екимовичское сельское поселение   |
| 183 | Никифоровское             | деревня | 2         | Сырокоренское сельское поселение  |
| 184 | Николаевское              | деревня | 2         | Сырокоренское сельское поселение  |
| 185 | Никольское                | деревня | 364       | Астапковичское сельское поселение |
| 186 | Новая Берёзовка           | деревня | 1         | Сырокоренское сельское поселение  |
| 187 | Новая Благовещенка        | деревня | 3         | Екимовичское сельское поселение   |
| 188 | Новая Буда                | деревня | 1         | Любовское сельское поселение      |
| 189 | Новая Даниловка           | деревня | 4         | Кирилловское сельское поселение   |
| 190 | Новая Присмара            | деревня | 17        | Сырокоренское сельское поселение  |
| 191 | Новое Максимково          | деревня | 1         | Липовское сельское поселение      |
| 192 | Новое Степаньково         | деревня | 0         | Любовское сельское поселение      |
| 193 | Новое Сырокоренье         | деревня | 21        | Сырокоренское сельское поселение  |
| 194 | Ново-Никольское           | деревня | 2         | Сырокоренское сельское поселение  |
| 195 | Ново-Петрово              | деревня | 31        | Любовское сельское поселение      |
| 196 | Новоселки                 | деревня | 2         | Липовское сельское поселение      |
| 197 | Новосёлки                 | деревня | 307       | Сырокоренское сельское поселение  |
| 198 | Новые Екимовичи           | деревня | 35        | Екимовичское сельское поселение   |
| 199 | Новые Коханы              | деревня | 2         | Сырокоренское сельское поселение  |
| 200 | Новый Крупец              | деревня | 0         | Пригорьевское сельское поселение  |
| 201 | Овсяники                  | деревня | 28        | Перенское сельское поселение      |
| 202 | Орловка                   | деревня | 1         | Сырокоренское сельское поселение  |
| 203 | Осиновка                  | деревня | 4         | Остёрское сельское поселение      |
| 204 | Осиновка                  | деревня | 10        | Сырокоренское сельское поселение  |
| 205 | Осипково                  | деревня | 12        | Астапковичское сельское поселение |
| 206 | Остёр                     | село    | 1757      | Остёрское сельское поселение      |
| 207 | Остров                    | деревня | 0         | Екимовичское сельское поселение   |
| 208 | Павловка                  | деревня | 3         | Липовское сельское поселение      |
| 209 | Павловка                  | деревня | 800       | Остёрское сельское поселение      |
| 210 | Палом                     | деревня | 5         | Астапковичское сельское поселение |
| 211 | Паточная                  | деревня | 62        | Перенское сельское поселение      |
| 212 | Перенка                   | деревня | 674       | Перенское сельское поселение      |
| 213 | Петрово                   | деревня | 147       | Астапковичское сельское поселение |
| 214 | Петровское                | деревня | 1         | Екимовичское сельское поселение   |
| 215 | Пещики                    | деревня | 2         | Кирилловское сельское поселение   |
| 216 | Плетни                    | деревня | 117       | Перенское сельское поселение      |
| 217 | Плосково                  | деревня | 20        | Липовское сельское поселение      |
| 218 | Подгляднево               | деревня | 8         | Пригорьевское сельское поселение  |
| 219 | Подопхаи                  | деревня | 0         | Любовское сельское поселение      |
| 220 | Подруднянский             | деревня | 5         | Перенское сельское поселение      |
| 221 | Полшино                   | деревня | 24        | Астапковичское сельское поселение |
| 222 | Поняты                    | деревня | 0         | Сырокоренское сельское поселение  |
| 223 | Пригоры                   | деревня | 363       | Пригорьевское сельское поселение  |
| 224 | Пригорье                  | деревня | 248       | Пригорьевское сельское поселение  |
| 225 | Прилепы                   | деревня | 1         | Сырокоренское сельское поселение  |
| 226 | Приселье                  | деревня | 20        | Кирилловское сельское поселение   |
| 227 | Присмара                  | деревня | 19        | Сырокоренское сельское поселение  |
| 228 | Прокшино                  | деревня | 14        | Пригорьевское сельское поселение  |
| 229 | Профилакторий ЗИЛ         | деревня | 1         | Остёрское сельское поселение      |
| 230 | Разбегаевка               | деревня | 2         | Сырокоренское сельское поселение  |
| 231 | Раковка                   | деревня | 10        | Пригорьевское сельское поселение  |
| 232 | Ржавец                    | деревня | 3         | Перенское сельское поселение      |
| 233 | Рогово-1                  | деревня | 53        | Астапковичское сельское поселение |
| 234 | Рогово-2                  | деревня | 27        | Астапковичское сельское поселение |
| 235 | Рославль-2                | станция | 58        | Перенское сельское поселение      |
| 236 | Савеево                   | деревня | 289       | Сырокоренское сельское поселение  |
| 237 | Свиридовка                | деревня | 6         | Пригорьевское сельское поселение  |
| 238 | Семёновка                 | деревня | 38        | Любовское сельское поселение      |
| 239 | Сергеевка                 | деревня | 0         | Сырокоренское сельское поселение  |
| 240 | Сидорки                   | деревня | 156       | Кирилловское сельское поселение   |
| 241 | Скороходово               | деревня | 24        | Пригорьевское сельское поселение  |
| 242 | Славени                   | деревня | 0         | Сырокоренское сельское поселение  |
| 243 | Слепцово                  | деревня | 1         | Пригорьевское сельское поселение  |
| 244 | Слобода                   | деревня | 49        | Астапковичское сельское поселение |
| 245 | Слободище-1               | деревня | 2         | Липовское сельское поселение      |
| 246 | Слободище-2               | деревня | 1         | Липовское сельское поселение      |
| 247 | Смородинка                | деревня | 32        | Кирилловское сельское поселение   |
| 248 | Снегирево                 | деревня | 0         | Астапковичское сельское поселение |
| 249 | Старая Берёзовка          | деревня | 0         | Сырокоренское сельское поселение  |
| 250 | Старая Присмара           | деревня | 3         | Сырокоренское сельское поселение  |
| 251 | Старинка                  | деревня | 0         | Екимовичское сельское поселение   |
| 252 | Старинка                  | деревня | 0         | Остёрское сельское поселение      |
| 253 | Старое Курганье           | деревня | 8         | Любовское сельское поселение      |
| 254 | Старое Максимково         | деревня | 7         | Липовское сельское поселение      |
| 255 | Старое Сырокоренье        | деревня | 42        | Сырокоренское сельское поселение  |
| 256 | Староселье                | деревня | 7         | Любовское сельское поселение      |
| 257 | Староселье                | деревня | 11        | Пригорьевское сельское поселение  |
| 258 | Старые Екимовичи          | деревня | 27        | Екимовичское сельское поселение   |
| 259 | Старые Фоминичи           | деревня | 14        | Пригорьевское сельское поселение  |
| 260 | Старый Крупец             | деревня | 69        | Пригорьевское сельское поселение  |
| 261 | Стеклянная Гута           | деревня | 18        | Екимовичское сельское поселение   |
| 262 | Степаньково               | деревня | 39        | Екимовичское сельское поселение   |
| 263 | Стрябцы                   | деревня | 5         | Сырокоренское сельское поселение  |
| 264 | Суборовка                 | деревня | 9         | Любовское сельское поселение      |
| 265 | Сурновка                  | деревня | 19        | Пригорьевское сельское поселение  |
| 266 | Сысоевка                  | деревня | 7         | Пригорьевское сельское поселение  |
| 267 | Творожково                | деревня | 19        | Астапковичское сельское поселение |
| 268 | Телявкино                 | деревня | 4         | Пригорьевское сельское поселение  |
| 269 | Теребынь                  | деревня | 23        | Пригорьевское сельское поселение  |
| 270 | Терехово                  | деревня | 0         | Екимовичское сельское поселение   |
| 271 | Толкачево                 | деревня | 2         | Пригорьевское сельское поселение  |
| 272 | Троицкий                  | деревня | 18        | Липовское сельское поселение      |
| 273 | Тумановка                 | деревня | 11        | Екимовичское сельское поселение   |
| 274 | Тупичино                  | деревня | 0         | Астапковичское сельское поселение |
| 275 | Турбаевка                 | деревня | 7         | Сырокоренское сельское поселение  |
| 276 | Турово                    | деревня | 0         | Пригорьевское сельское поселение  |
| 277 | Тюпинка                   | деревня | 27        | Перенское сельское поселение      |
| 278 | Угол                      | деревня | 4         | Пригорьевское сельское поселение  |
| 279 | Утехово-1                 | деревня | 25        | Любовское сельское поселение      |
| 280 | Утехово-2                 | деревня | 7         | Любовское сельское поселение      |
| 281 | Утоки                     | деревня | 35        | Любовское сельское поселение      |
| 282 | Учхоза                    | посёлок | 44        | Кирилловское сельское поселение   |
| 283 | Федоровское               | деревня | 26        | Астапковичское сельское поселение |
| 284 | Фролово                   | деревня | 4         | Перенское сельское поселение      |
| 285 | Хартовка                  | деревня | 17        | Пригорьевское сельское поселение  |
| 286 | Хачевка                   | деревня | 64        | Сырокоренское сельское поселение  |
| 287 | Хлясино                   | деревня | 6         | Липовское сельское поселение      |
| 288 | Холмец                    | деревня | 7         | Екимовичское сельское поселение   |
| 289 | Холм-Путятов              | деревня | 1         | Сырокоренское сельское поселение  |
| 290 | Холуповка                 | деревня | 19        | Остёрское сельское поселение      |
| 291 | Хорошово                  | деревня | 250       | Астапковичское сельское поселение |
| 292 | Хоськи                    | деревня | 36        | Остёрское сельское поселение      |
| 293 | Хрепилево                 | деревня | 14        | Астапковичское сельское поселение |
| 294 | Хутор Покровский          | деревня | 5         | Сырокоренское сельское поселение  |
| 295 | Цыгановка                 | деревня | 4         | Пригорьевское сельское поселение  |
| 296 | Чашники                   | деревня | 12        | Перенское сельское поселение      |
| 297 | Чепищево                  | деревня | 0         | Астапковичское сельское поселение |
| 298 | Черныши                   | деревня | 10        | Любовское сельское поселение      |
| 299 | Чижовка-1                 | деревня | 77        | Любовское сельское поселение      |
| 300 | Чижовка-2                 | деревня | 436       | Любовское сельское поселение      |
| 301 | Чижовка-3                 | деревня | 47        | Любовское сельское поселение      |
| 302 | Шембелево                 | деревня | 4         | Перенское сельское поселение      |
| 303 | Шилы                      | деревня | 0         | Кирилловское сельское поселение   |
| 304 | Шкуратовка                | деревня | 47        | Остёрское сельское поселение      |
| 305 | Шуи                       | деревня | 34        | Сырокоренское сельское поселение  |

### Упразднённые населённые пункты
- в 2010 году: посёлок Лесничества, деревни Зуи и Хутор Коненков[31]

## Экономика
Сельское хозяйство специализируется на молочно-мясном животноводстве, зерноводстве, льноводстве. Промышленность сосредоточена в Рославле (химическая, машиностроительная, металлообрабатывающая и пр.). Объём отгруженных товаров собственного производства, выполненных работ и услуг собственными силами по видам деятельности: обрабатывающие производства (2010) — 7,3 млрд руб.

## Транспорт
Железнодорожные магистрали: Рига — Орёл, Тула — Сухиничи — Рославль — Кричев (Беларусь).
Автомобильные дороги:
- А130 Москва — Варшава («Старая Польская дорога» или «Варшавское шоссе»),
- Р120 Орёл — Витебск,
- Р137 Сафоново — Рославль.

## Достопримечательности и культура
- Паровоз
- Краеведческий музей
- Памятник Ленину
- Старая церковь
- Монумент Ростиславу на Бурцевой горе
- Старинные здания

## Люди, связанные с районом

### Известные личности
- Борисов Павел Арефьевич — директор Московского геологоразведочного института, заместитель Председателя Комитета по геологии СССР, начальник управления кадров Академии наук СССР (деревня Грязенять)
- Кондрусев, Семён Михайлович — командующий корпусом (деревня Епишево)
- Конохов Николай Григорьевич — генерал-майор химической службы (деревня Павловка)
- Лещинин, Василий Андреевич — командующий корпусом (посёлок Ново-Даниловка)
- Максимовский, Степан Васильевич — командующий корпусом (деревня Ново-Павлово)
- Панов, Андрей Дмитриевич — Первый заместитель Председателя Госплана СССР-Министр СССР, заместитель Председателя Бюро Совета Министров СССР по топливу и транспорту (все должности по совместительству), генеральный горный директор I ранга (деревня Грязенять)
- Есипович, Яков Григорьевич — государственный деятель Российской империи, сенатор, писатель.
- Терещенко, Кузьма Юрьевич — белорусский общественно-политический деятель, министр внутренних дел Белорусской Народной Республики (1919).

### Герои Советского Союза
- Головлёв, Леонид Иосифович (деревня Большие Кириллы)
- Гришин, Иван Тихонович (деревня Внуковичи)
- Добрынин, Михаил Семёнович (деревня Воробьёвка)
- Петрунин, Евдоким Фёдорович (деревня Сысоевка)
- Прасолов, Михаил Васильевич (деревня Жилино)
- Стерин, Ефим Ильич (посёлок Пригорье)
- Титов, Фёдор Фролович (деревня Холуповка)
- Фомченков, Константин Фёдорович (деревня Дуровщины)
- Щербаков, Александр Фёдорович

### Полные кавалеры ордена Славы
- Амиков, Владимир Иванович (деревня Сидорки)
- Епифанов, Иван Николаевич (деревня Никифоровское)
- Осипенков, Леонид Сергеевич (деревня Старый Крупец)
- Панов, Иван Григорьевич (деревня Поняты)

### Герои Социалистического Труда
- Бизюков, Иван Егорович (село Лахи)
- Глебов, Афанасий Васильевич (деревня Александровское)
- Емельянова, Ксения Ильинична (деревня Добролюбово)
- Ефремов, Михаил Евдокимович (деревня Буда)
- Коненков, Сергей Тимофеевич (деревня Караковичи)
- Соловьева, Евгения Федоровна (деревня Заплосское)
- Храпченко, Михаил Борисович (деревня Чижовка)
- Шиков, Анатолий Иванович (деревня Бахаревка)